# Протести в Говардському університеті
Протести в Говардському університеті серія ненасильницьких протестів в університеті Говард  в Вашингтоні 2018 року. Протести були викликані студентами університету звинуваченням адміністрації університету за зловживання фінансуванням. Протести тривали з 30 березня по 6 квітня 2018.

## Реакція
"Хроніка вищої освіти" розповіла, що така зустріч може призвести до кількох студентських сидячих протестів у всій країні з студентами, незадоволеними поводженням з фінансами та соціальної політики адміністрації університету.